# Octozaleptus
Octozaleptus is een geslacht van hooiwagens uit de familie Sclerosomatidae.
De wetenschappelijke naam Octozaleptus is voor het eerst geldig gepubliceerd door Suzuki in 1966. 

## Soorten
Octozaleptus is monotypisch en omvat slechts de volgende soort:
- Octozaleptus harai